# Anselm Dempere
Anselm Dempere (Alcalà de Xivert, 1727 - El Puig, 1799) va ser un historiador i escriptor valencià.
Ordenat com a mercedari el 1743, Dempere va compaginar la seua tasca com a arxiver del monestir del Puig amb la d'escriptor i assatgista, tot sumant més de quaranta volums manuscrits. Entre les seues obres hi destaquen una Historia de Alcalá de Chivert, el Nierologio o Biblioteca genealógica de los religiosos del orden de Nuestra Señora de la Merced, Massamagrell o Nobleza de Andalucía, entre d'altres.
També va escriure hagiografies, com ara de Sant Serafí o del fra Joan Jofré Gilabert, així com un Diccionari castellà-valencià.